# Luis Bolívar
Luis Bolívar Delgado (nacido en Ciudad de Panamá, 21 de abril de 1985) conocido en el mundo taurino como Luis Bolívar es un matador de toros de nacionalidad colombiana, criado en Santiago de Cali, Valle del Cauca. Se le considera el sucesor natural de César Rincón, por ser el torero de mayor proyección en la tauromaquia colombiana después de la retirada de César Rincón, que es el colombiano que más triunfos ha cosechado en ese ámbito.

## Alternativa
Después de varios años como novillero en España, donde obtuvo el galardón de la oreja de Plata como mejor novillero de España, tomó la alternativa en Valencia, España, el 24 de julio de 2004, con El Juli como padrino, y César Jiménez como testigo, con toros de las ganaderías Montalvo y Valdefresno. El toro de su doctorado fue 'Navideño', de la primera ganadería, y resultó ovacionado, a pesar de que resultó cogido al entrar a matar, y pasó a la enfermería con pronóstico grave. No pudo lidiar su segundo toro.

## Trayectoria

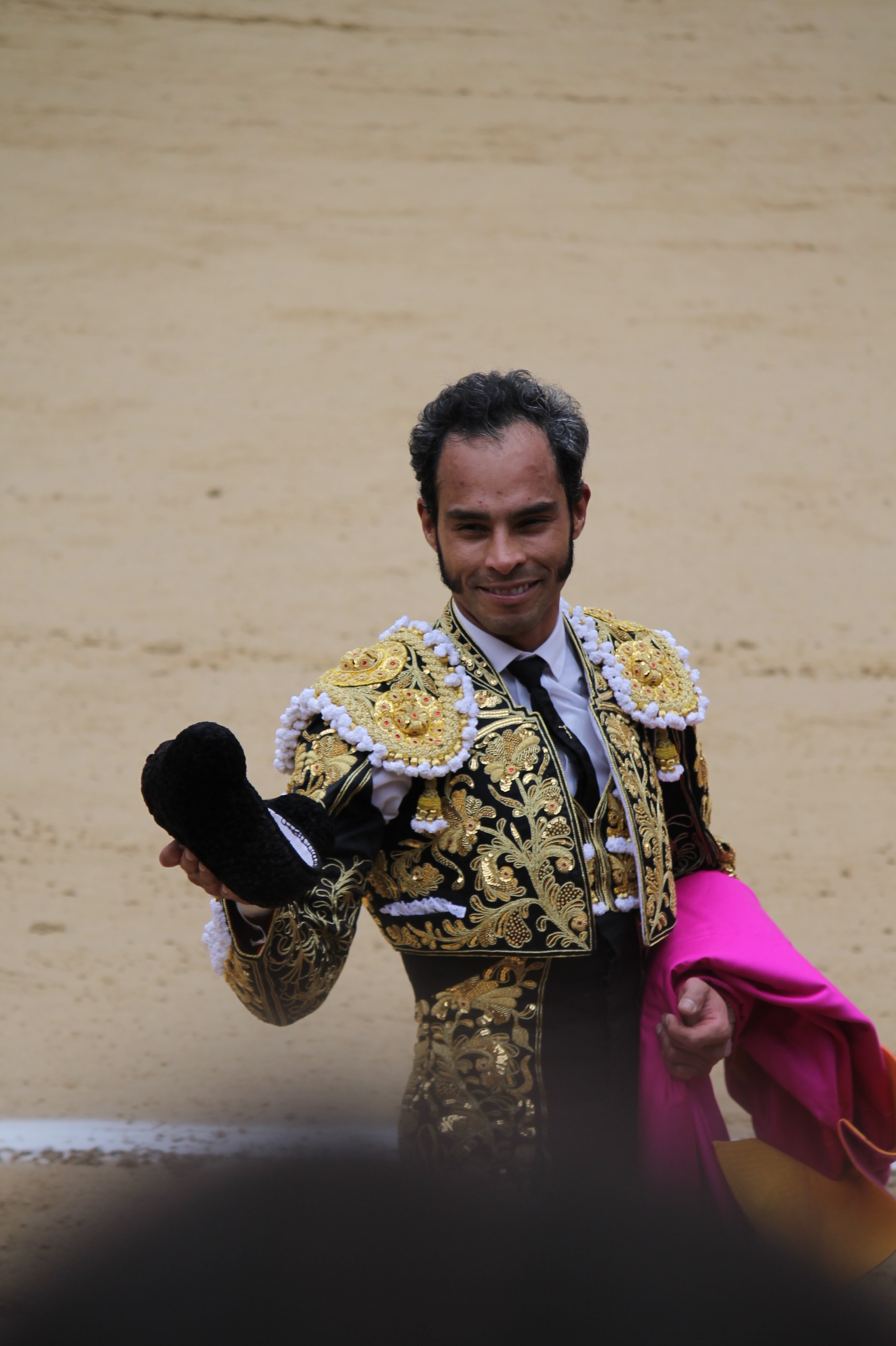
Luis Bolívar en la santa María de Bogotá en 2018

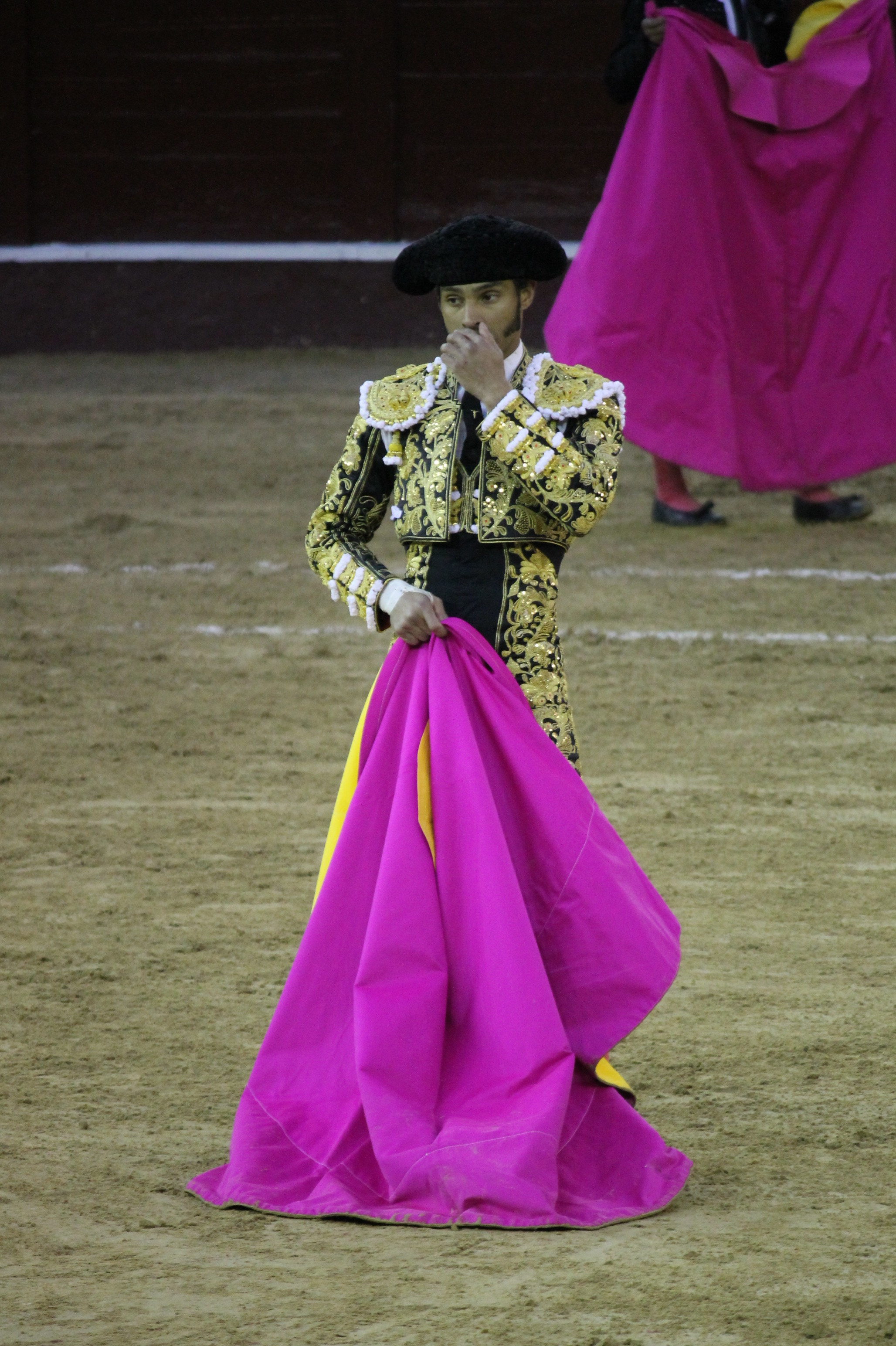
Luis Bolívar en Bogotá

Bolívar prácticamente no hizo carrera de novillero en Colombia, sino en España. Debutó con picadores el 19 de julio de 2002, en la plaza de toros de Las Ventas, de Madrid, con toros de Sorando. Después de tomar la alternativa dos años después, en Valencia, confirmó su alternativa en Las Ventas el 25 de mayo de 2005, con Dávila Miura como padrino y el francés Sebastián Castella como testigo, con reses de Atanasio Fernández. También confirmó en la Plaza de toros de Santamaría de Bogotá el 18 de julio de 2007, nuevamente con El Juli como padrino y el alicantino José Mari Manzanares (hijo) como testigo, con astados de Juan Bernardo Caicedo, en tarde memorable pues indultó al toro «Abrileño».
Luis Bolívar es considerado en la actualidad un torero experto en ganaderías 'duras' como Victorino Martín, Cebada Gago, Fuente Ymbro o Palha, debido a que en sus duros comienzos como matador, estuvo apoderado por el ganadero Victorino Martín, quien no solo lo apoyó desde su dehesa, sino que logró ubicarlo en muchas corridas con este tipo de hierros. 
Buscando una proyección diferente en su carrera (que sobre todo lo sacara del encasillamiento como torero de corridas duras), desde 2007 lo apodera Luis Álvarez, quien durante algunos años llevó la carrera de su compatriota César Rincón.